# Белецкий, Георгий Николаевич
Георгий Николаевич Белецкий (16 [29] апреля 1901, Кадников, Вологодская губерния — 29 сентября 1964, Москва) — советский врач, кандидат медицинских наук, доцент, министр здравоохранения РСФСР (1946—1950).

## Биография
В 1925 г. окончил медицинский факультет Пермского государственного университета, в 1929 г. — ординатуру там же. До 1939 г. работал главным врачом Мотовилихинской городской больницы, ассистентом терапевтической клиники.
С 1939 г. заведовал отделом здравоохранения Пермской (Молотовской) области, с 1940 г. — заместитель председателя Исполнительного комитета Молотовского областного Совета.
В 1944 г. назначен руководителем госсанэпидслужбы РСФСР, заместителем народного комиссара — министра здравоохранения РСФСР. С июля 1946 по 3 декабря 1950 г. — министр здравоохранения РСФСР.
C 1951 г. до конца жизни — ректор Московского стоматологического института.
Похоронен в Москве на Новодевичьем кладбище (6 участок, 12 ряд).

### Семья

Могила Белецкого на Новодевичьем кладбище Москвы.

Жена — Полина Петровна Мячева (1910—1988), кандидат медицинских наук, сотрудник Центрального научно-исследовательского стоматологического института; похоронена в Москве на Новодевичьем кладбище.

## Избранные труды
- Белецкий Г. Н. Организация и методика работы органов здравоохранения. — М.: Медгиз, 1958. — 111 с. — (Б-ка врача-организатора). — 5000 экз.